# Charghat Upazila
Charghat Upazila är ett underdistrikt i Bangladesh.   Det ligger i provinsen Rajshahi, i den västra delen av landet, 180 km väster om huvudstaden Dhaka.
Trakten runt Charghat Upazila består till största delen av jordbruksmark. Runt Charghat Upazila är det mycket tätbefolkat, med 1 361 invånare per kvadratkilometer.